# Pelíades
En la mitología griega, se llama Pelíades a las hijas de Pelias, habidas por Anaxibia. Estas están relacionadas con el mito de Jasón y son culpables de parricidio involuntario, engañadas por Medea, quien las convence con una treta.
Eurípides tituló una de sus primeras tragedias con el nombre de Las Pelíades (Πελιάδες), tragedia que presentó en las Dionisias en el 455 a. C., si bien no ganó.

## Catálogo de Pelíades
- En el Catálogo de mujeres son Alcestis, Medusa y Pasídice, aunque se han perdido algunos nombres adicionales.[1]
- En las Fábulas se las mencionan como Alcestis, Pelopia, Medusa, Pisídice e Hipótoe, por lo que parece que esta versión concuerda con la hesiódica.[2]
- En la Biblioteca mitológica se mencionan a Pisídice, Pelopia, Hipótoe y Alcestis.[3]
- Pausanias dice que fueron Asteropea y Antínoe, quienes fueron retratadas por el poeta Micón.[4]
- Diodoro las imagina como Alcestis, Anfínome y Evadne.[5]

## Muerte de Pelias

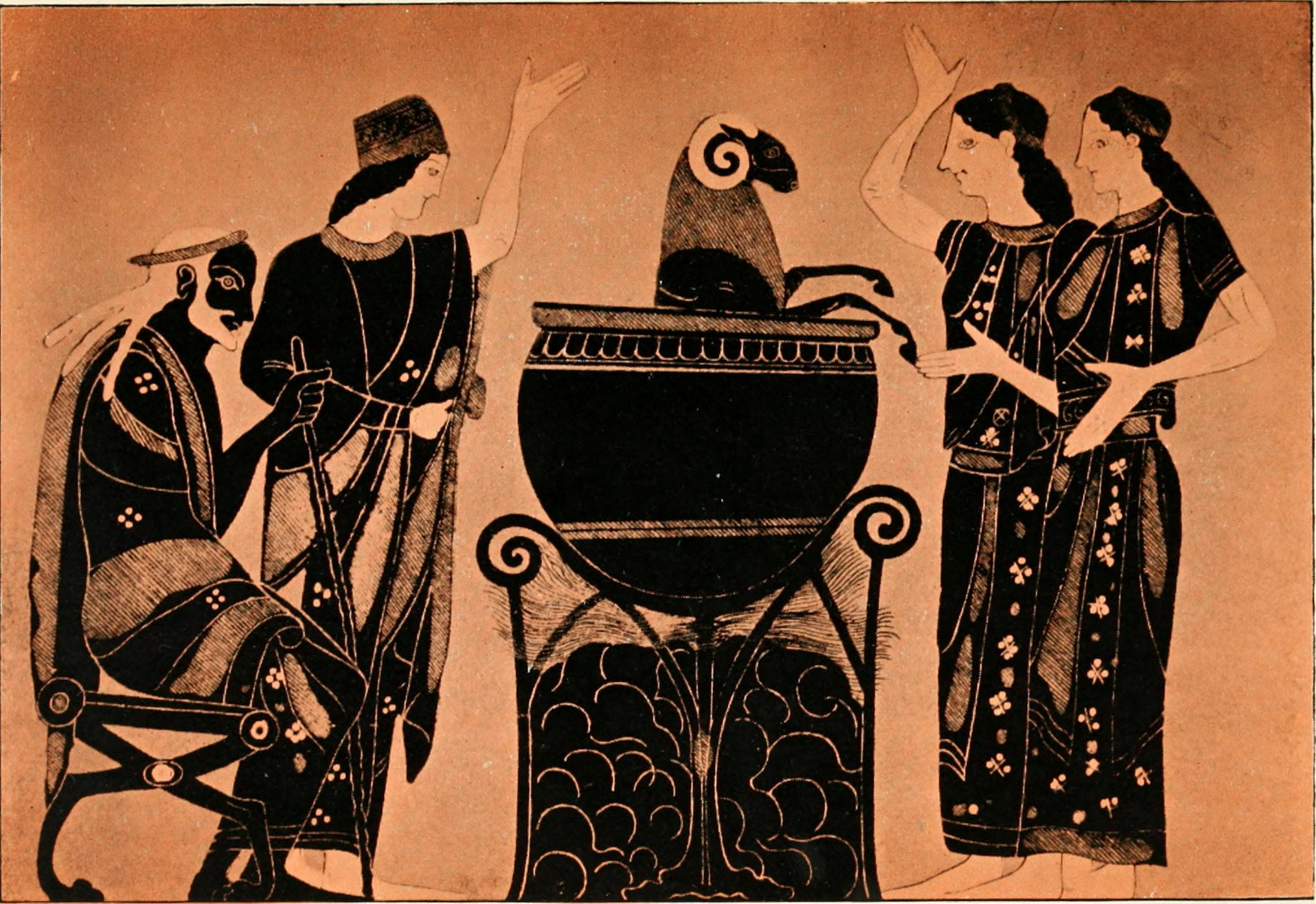
Pelias, Medea, el carnero, Asteropea y Autónoe, representados en una ilustración del libro de 1914 Golden porch : a book of Greek fairy tales.

Pelias había escuchado que todos los Argonautas, incluido Jasón, a los que había enviado a por el vellocino de oro, habían perecido; por lo que aprovechando el rumor, dio muerte a todos los aspirantes al trono. A Esón lo obligó a beber sangre de toro de su propio sacrificio y degolló a su hermano pequeño Prómaco. Alcimede, su madre, exhortó a Medea para vengar las muertes.
Medea, disfrazada de anciana, convence a Asteropea y Autónoe de que ellas pueden devolver la juventud a su padre. Retirándose a su lecho como si fuera a lavar todo su cuerpo, regresó joven y bella. Queriendo que las instruyeran con la magia del rejuvenecimiento, las engaña descuartizando un carnero viejo y metiéndolo en un caldero para sacar uno joven. Cuando todos duermen, Medea les ordena que hagan lo mismo con el padre, descuartizándolo mientras el padre suplicaba por su vida. Únicamente Alcestis no quiso participar en el crimen.
Cuando el padre estaba descuartizado, Medea les dijo que antes de cocerlo, debían hacer unos sacrificios a Selene, ordenándoles que subieran al tejado con antorchas encendidas. Aquella era la señal que recibían los Argonautas de que el rey estaba muerto, entrando rápidamente y tomando la ciudad, concediendo a Acasto, hijo de Pelias, el reino paterno.
Las Pelíadas se refugiaron en Mantinea (Arcadia), donde fueron acogidas tras su involuntario parricidio.
Más tarde Acasto consideró el matrimonio de sus hermanas con hombres célebres. Alcestis, la mayor, fue entregada en matrimonio al tesalio Admeto, hijo de Feres; Anfínome a Andremón, el hermano de Leonteo (de quienes no se conocen sus contextos); y Evadne a Canes, que era hijo de Céfalo y por entonces rey de los focenses.